# Calochortus albus
Calochortus albus là một loài thực vật có hoa trong họ Liliaceae. Loài này được (Benth.) Douglas ex Benth. miêu tả khoa học đầu tiên năm 1838.